# 멕시코의 정당
멕시코는 다당제 국가이지만 1929년부터 2000년까지는 제도혁명당만이 유일하게 헤게모니적 권력을 가지고 멕시코 정계에 군림했기 때문에 일당우위제 국가로 분류되기도 했다. 현재는 중도주의 성향의 제도혁명당, 중도좌파 성향의 민주혁명당, 우익 성향의 국민행동당 (멕시코)로 정당이 3분화되어 있다.

## 멕시코의 주요 정당
- 보수주의, 기독교 보수주의 정당 - 국민행동당 (멕시코)
- 중도주의, 자유민족주의 정당 - 제도혁명당
- 사회민주주의, 사회자유주의 정당 - 민주혁명당
- 사민주의, 민주사회주의 정당 - 노동당 (멕시코)
- 생태주의, 녹색보수주의 정당 - 멕시코 환경주의 녹색당
- 사민주의, 민주사회주의 정당 - 시민 운동
- 민족주의, 민주사회주의 군소정당 - 국민재건당